# Dachstein (hegycsúcs)
A Dachstein hegycsúcs Ausztriában, a Keleti-Alpokban található azonos nevű hegység legmagasabb csúcsa. Formája kettős csúcs: a Hoher Dachstein 2995 méteres tengerszint feletti magasságával a Dachstein, valamint Felső-Ausztria és Stájerország osztrák szövetségi tartományok legmagasabb csúcsa. Tőle északra, 400 méterrel arrébb található a 2934 méteres Niedere Dachstein.
Magassága és vonzereje miatt a Dachstein a 19. század óta a hegymászók kedvelt célpontja, miután kiderült, hogy magasabb a sokáig Stájerország legmagasabb hegyénektartott Grimmingnél. Mind a mászók, mind a turisták körében híresek a dachsteini mészkőből álló, mintegy 1 km magas, vöröses színű déli falai is.

## Földrajza

### A csúcs környéke
A Dachstein a Keleti-Alpokon belüli Északi-Alpoknak a második legmagasabb csúcsa a Lechtali-Alpokban található 3036 méteres Parseierspitze után. Míg a Niedere Dachstein teljes egészében Felső-Ausztriában fekszik, addig a Hoher Dachsteinen keresztül húzódik a határ Felső-Ausztria és Stájerország között. Észak-északkeletre 10 kilométerre található Hallstatt, mintegy 6 és fél kilométerre délkeletre Ramsau am Dachstein község, a nyugati szélén pedig a Lammertal völgye.

### A főcsúcs magassága
Annak ellenére, hogy a 19. század második fele óta méteres pontossággal mérik, a Hoher Dachstein magassága változó. A Simonyhütte megnyitásakor, 1877-ben egy térképet 2996 méteres magassággal adtak ki. Ezzel szemben az Alpine Club térképe 1992-ig, valamint Willi End híres Dachstein-kalauza az 1973-as és 1985-ös kiadásban 2993 métert ad meg. A Salzkammergutról és Ramsau am Dachsteinről szóló turisztikai prospektusok, valamint a képeslapok egészen az 1990-es évekig 3004 méteres magasságot adtak meg. Egyes szerzők feltételezik, hogy ez az idegenforgalmi szakemberek azon vágya volt, hogy a vízgyűjtő területen egy „igazi” 3000 méteres hegyet tudjanak felmutatni.
Az eltérő magasságok mindenesetre nem tulajdoníthatók az osztrák és a németországi magassági rendszerek eltérésének, mivel ez legfeljebb 34 cm-es magasságkülönbséget eredményezne.
Az osztrák nemzeti felmérés háromszögelési pontja, amely a csúcs legmagasabb pontján található, valójában 2995,01 m magas. Ez azonban 12 cm-rel emelkedik a természetes sziklás terep fölé, így a csúcs magassága 2994,89 m. A jelenleg a csúcson álló csúcskereszt valamivel alacsonyabb és 5,49 m magas, így a csúcs ténylegesen 3000,03 m magasságot ér el.

## Turizmus

### Első megmászása
A Hoher Dachstein első turisztikai megmászását 1834. július 18-án Peter Karl Thurwieser hajtotta végre a filzmoosi Gappmayr testvérek vezetésével a Gosau-gleccseren keresztül, miután Károly Lajos főherceg korábban a Hallstatt-gleccseren keresztül nem járt sikerrel. A megmászás során egy fából készült csúcskeresztet állítottak fel. Ez az első megmászás már akkoriban is vitatott volt, mivel a csúcsot állítólag Jakob Buchsteiner már 1819-ben vagy 1823-ban megmászta az országos felmérés keretében. Ez tekinthető azonban a Torstein másodlagos csúcsának első megmászásának. 1843-ban Friedrich Simony itt építette meg a világ első via ferratáját, majd 1847. január 14-én szintén ő hajtotta végre az első sikeres téli mászást is.
A Hoher Dachstein déli falának első mászóútvonalát 1909. szeptember 22-én a két ramsaui testvér, Irg (Georg) és Franz Steiner kísérelte meg. Az útvonal akkoriban Steiner-Buam Himmelsleiter néven volt ismert, és Steinerweg néven ma is népszerű mászóútvonal.
A csúcs két felvonóval is megközelíthető: a Dachstein Krippenstein-Seilbahn 1951 óta közlekedik a hegyre a felső-ausztriai oldalról, a Dachstein-Südwandbahn pedig 1969 óta a stájer oldalról.
A Hallstatt–dachsteini kultúrtáj 1997 óta az UNESCO Világörökség része lett, maga a csúcs pedig a mag- és a pufferzóna határát képezi.

## Fordítás
- Ez a szócikk részben vagy egészben  a   Hoher Dachstein című angol Wikipédia-szócikk ezen változatának fordításán alapul.  Az eredeti cikk szerkesztőit annak laptörténete sorolja fel. Ez a jelzés csupán a megfogalmazás eredetét és a szerzői jogokat jelzi, nem szolgál a cikkben szereplő információk forrásmegjelöléseként.
- Ez a szócikk részben vagy egészben  a   Dachstein (Berg) című német Wikipédia-szócikk ezen változatának fordításán alapul.  Az eredeti cikk szerkesztőit annak laptörténete sorolja fel. Ez a jelzés csupán a megfogalmazás eredetét és a szerzői jogokat jelzi, nem szolgál a cikkben szereplő információk forrásmegjelöléseként.